# Svjetsko prvenstvo u rukometu za žene – Danska 2015.
22. Svjetsko prvenstvo u rukometu za žene 2015. održalo se u Danskoj od 5. do 20. prosinca 2015. godine. Odluka o izboru Danske za domaćina objavljena je 27. siječnja 2011. godine.
Ukupno se natjecalo 24 sastava po skupinama u prvom i drugom krugu. Poslije toga je slijedilo razigravanje s četvrtfinalima, polufinalima te konačno i finalu. Ranije ispale reprezentacije razigravale su za redosljed od devetog mjesta pa na dalje.

## Mjesta održavanja
Dvorane u kojima su se igrale utakmice objavljene su 7. lipnja 2014. godine. Jyske Bank Boxen u Herningu bila je dvorana završnice, objema poluzavršnicama, dvjema četvrtzavršnicama, susretima osmine završnice te skupine u kojoj će igrati Danska. Tre-For Arena u Koldingu bila je domaćin dvjema četvrtzavršnicama, osmini završnice te utakmicama skupine u kojoj je igrala Njemačka. Dvorane Arena Nord u Frederikshavnu i nova dvorana u Næstvedu bile su svaka domaćin po jednoj skupini i po jednog susreta osmine završnice.